# Rotfruktsröta

## Rotfruktsröta
Rotfruktsröta (Sclerotinia sclerotiorum) är en svampart som först beskrevs av Marie Anne Libert, och fick sitt nu gällande namn av de Bary 1884. Rotfruktsröta ingår i släktet Sclerotinia och familjen Sclerotiniaceae.  Arten är reproducerande i Sverige. Inga underarter finns listade i Catalogue of Life.

## Bomullsmögel

### Översikt
Svampen S. sclerotiorum har ett brett värdväxtspektrum och kan drabba uppåt 400 växtarter, därav kan svampen orsaka olika växtsjukdomar såsom rotfruktsröta och bomullsmögel.  S. sclerotiorum är nekrotrof, vilket innebär att svampen dödar växtens celler och vävnader och lever av dött växtmaterial.  Svampen tillhör divisionen Ascomycota, som innefattar mer än 60 % av alla svampar. Karaktäristiskt för ascomycota är att de har sporsäckar (asci) och dessa innehåller ascosporer. 
Växtsjukdomen bomullsmögel kan drabba olika jordbruksgrödor som ärt, potatis, klöver, bönor och solros men sjukdomen är viktigast hos vår- och höstoljeväxter. Även ett flertal ogräs kan vara värdväxter för sjukdomen.  Symptomen uppträder bland annat som ett vitt mögel på stammen. En annan viktig karaktär för växtsjukdomen är svampens svarta klumpformade sklerotier. Sklerotier är svampens vilkroppar bestående av mycel som bildas under sensommaren i värdväxten och de kan hittas i stammen. Under våren kan sklerotierna bilda hyfer och mycel och direkt infektera värdväxten, de kan också bilda apothecier. Apothecier är svampens sexuella fruktkroppar som innehåller ett flertal ascosporer och dessa sprids sedan till nya värdväxter, spridningen av ascosporer sker framförallt med vinden. 

### Sjukdomsförlopp
Det är vanligt att angreppen börjar vid stammens bladfästen, där finns det tillräckligt med vatten och näring för att svampen ska kunna infektera värdväxten. Förhållandena blir mer gynnsamma för svampen när kronblad från värdväxten faller ner och fastnar i bladfästena. När ascosporerna sprids från apothecier kan de landa på en värdväxt och vid rätt förhållanden börja gro. Från sporerna bildas mycel som dels växer på den yttre näringskällan såsom nedfallna kronblad, dels växer de in i värdväxten där infektionen börjar.  Infektion kan också ske när sklerotierna bildar hyfer som direkt angriper värdväxten.  För att sklerotierna direkt ska kunna infektera en värdväxt måste sklerotien ligga mycket nära växtens vävnad. En tredje spridningsväg är att redan infekterade växter kan föra över sjukdomen till friska plantor genom svampens mycel och via direktkontakt mellan växterna. Temperaturer mellan 15 och 20 ℃ samt relativ luftfuktighet över 93 % gynnar infektionsförloppet.
När mycelet växer i värdväxten kan de bilda sklerotier som består av flera hyfer, sklerotierna bildas vanligtvis i stammen som vid skörd oftast hamnar på markytan. Beroende på bearbetningsteknik kan sklerotierna hamna på olika djup i marken där de kan överleva upp till tio år. Desto djupare sklerotierna hamnar desto fler sklerotier överlever en längre tid. Utanpå värdväxten på stammen kan det också bildas mycel som är det mest karaktäristiska för sjukdomen, mycelet är vitt till färgen och liknar bomull. Ett annat symptom förutom sklerotier och det vita mycelet är att de angripna växterna mognar i förtid (brådmognad). 
Vid rätt betingelser bryts sklerotiernas groningsvila och apothecier kan bildas. Rätt betingelser innebär bland annat att sklerotierna utsätts för lägre temperaturer i några veckor för att sedan utsättas för en varmare period, helst över 10 ℃. När dessa förhållanden har inträffat kan apothecier bildas från sklerotierna. 
Apothecierna är svampens sexuella fruktkroppar som kan liknas vid ”vanliga” svampar, dessa kan bli 5–15 mm i diameter. Ur en apothecie bildas ett flertal sporsäckar som i sin tur bildar haploida (n) ascosporer.  Apothecierna är utsatta för den yttre miljön i och med att de är skålformade, det innebär att ascosporer lätt kan spridas från apothecierna.  Ett apothecium kan sprida ascosporer i ett flertal veckor. 

### Förebyggande och direkta åtgärder
Växtarter som är mottagliga för S. sclerotiorum bör inte odlas oftare än vart fjärde år på samma fält.  I och med att S. sclerotiorum har ett så brett värdväxtspektrum kan det vara svårt att minska mängden inokulum i fält.  Andra uppgifter tyder på att ett uppehåll på fem till sex år med mottagliga arter är nödvändigt i växtföljden. Dessa intervall kan även variera från fält till fält. På fält med hög mängd inokulum bör intervallet med mottagliga grödor vara större. 
Exempel på ogräs som kan drabbas av svampen är tistel och svinmålla, därför är det viktigt att hålla nere ogrästrycket på fälten, oavsett vilken gröda som odlas. Även mellangrödor kan vara värdväxter. 
Ett tätt grödbestånd kan leda till ökade angrepp, det innebär att alltför höga kvävegivor kan gynna svampsjukdomen. Ett tätt bestånd leder till högre fuktighet inom beståndet och tillväxten av svampens mycel gynnas av högre luftfuktighet. 
En annan förebyggande åtgärd är att använda det biologiska bekämpningsmedlet Contans WG. Det kan användas direkt på skörderester om man haft problem med sjukdomen på grödan, det går även att blanda in Contans WG i jorden. 
För höst- och våroljeväxter finns idag ingen bekämpningströskel mot bomullsmögel. Det finns dock omständigheter som ökar risken för angrepp som man bör vara observant på. Omständigheterna är ett tätt grödbestånd, lång period för blomning, fortsatt nederbördsrikt väder enligt prognoserna, tidigare kraftiga angrepp de senaste tio åren samt nederbördsrik period runt tiden vid blomning. 
Skadetröskeln för höst- och våroljeväxter är 10–15 % angripna plantor med ett avräkningspris på 3–4 kr/kg.
De preparat och doser som rekommenderas i första hand av Jordbruksverket är Pictor Active (0,6-1,0 l/ha) och Propulse (0,7-1,0 l/ha). När man anser att risken är stor för angrepp ska den högre dosen användas. Optimal tidpunkt för bekämpning är vid DC 65. 

## Källor

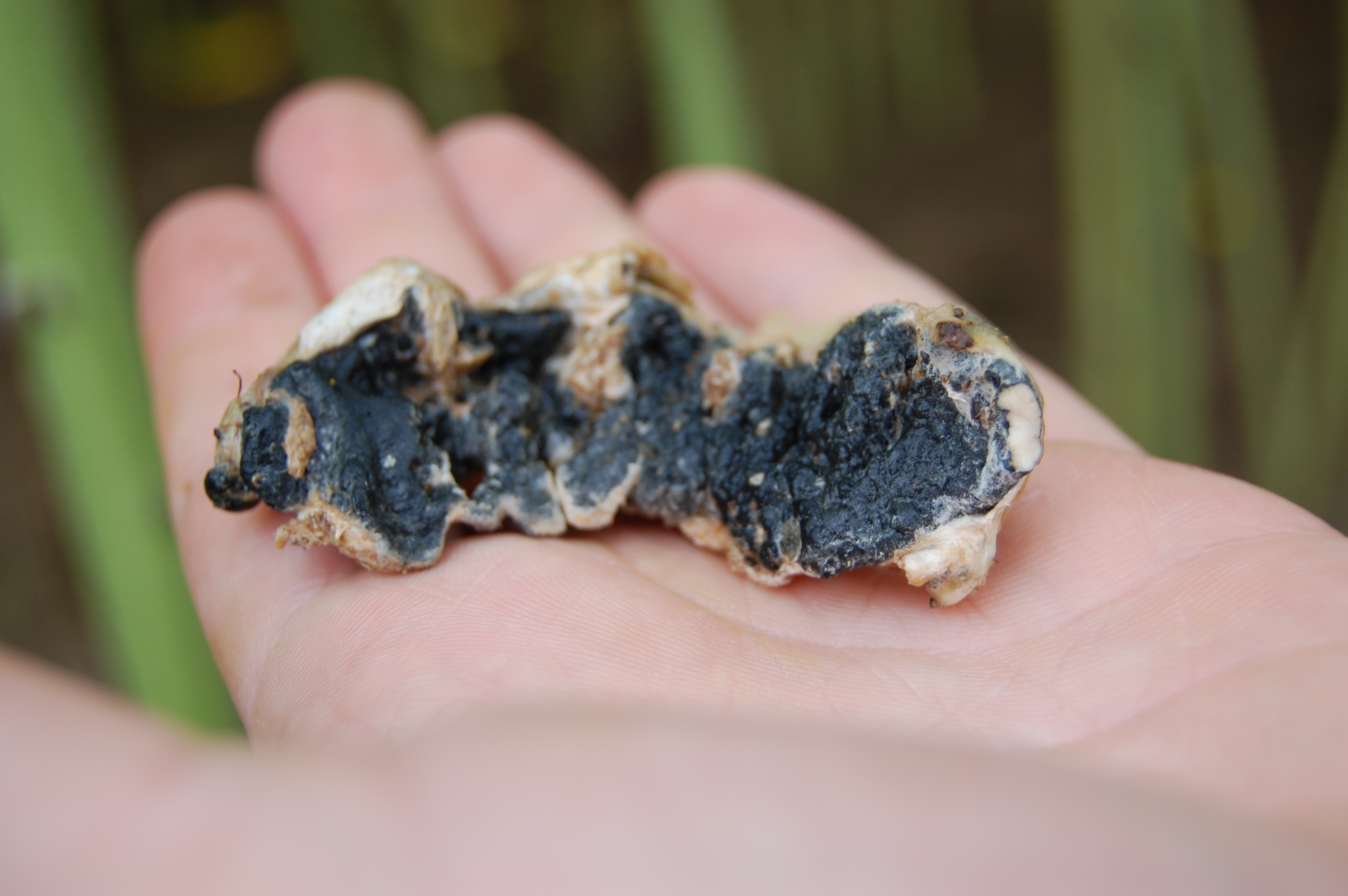
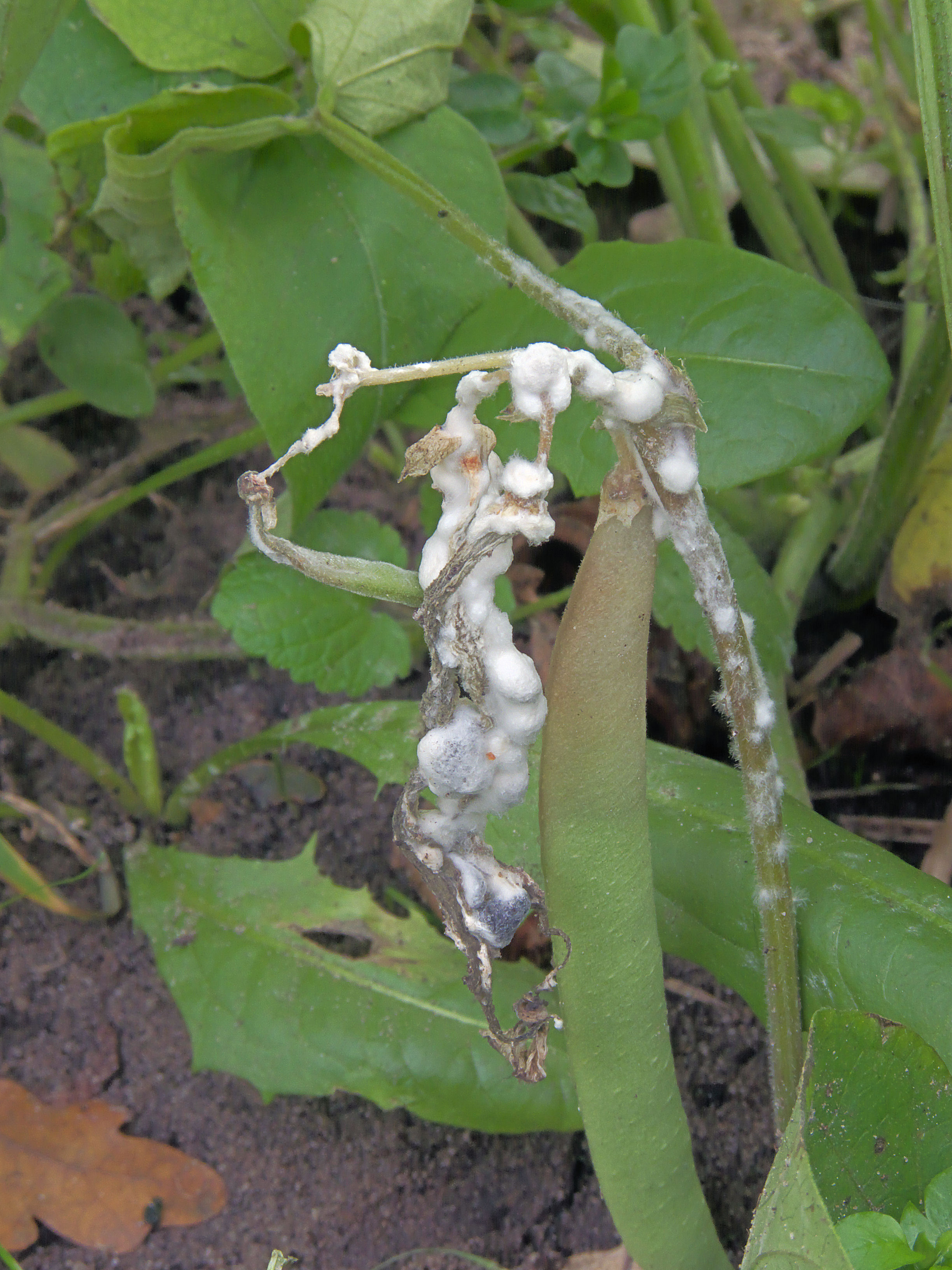
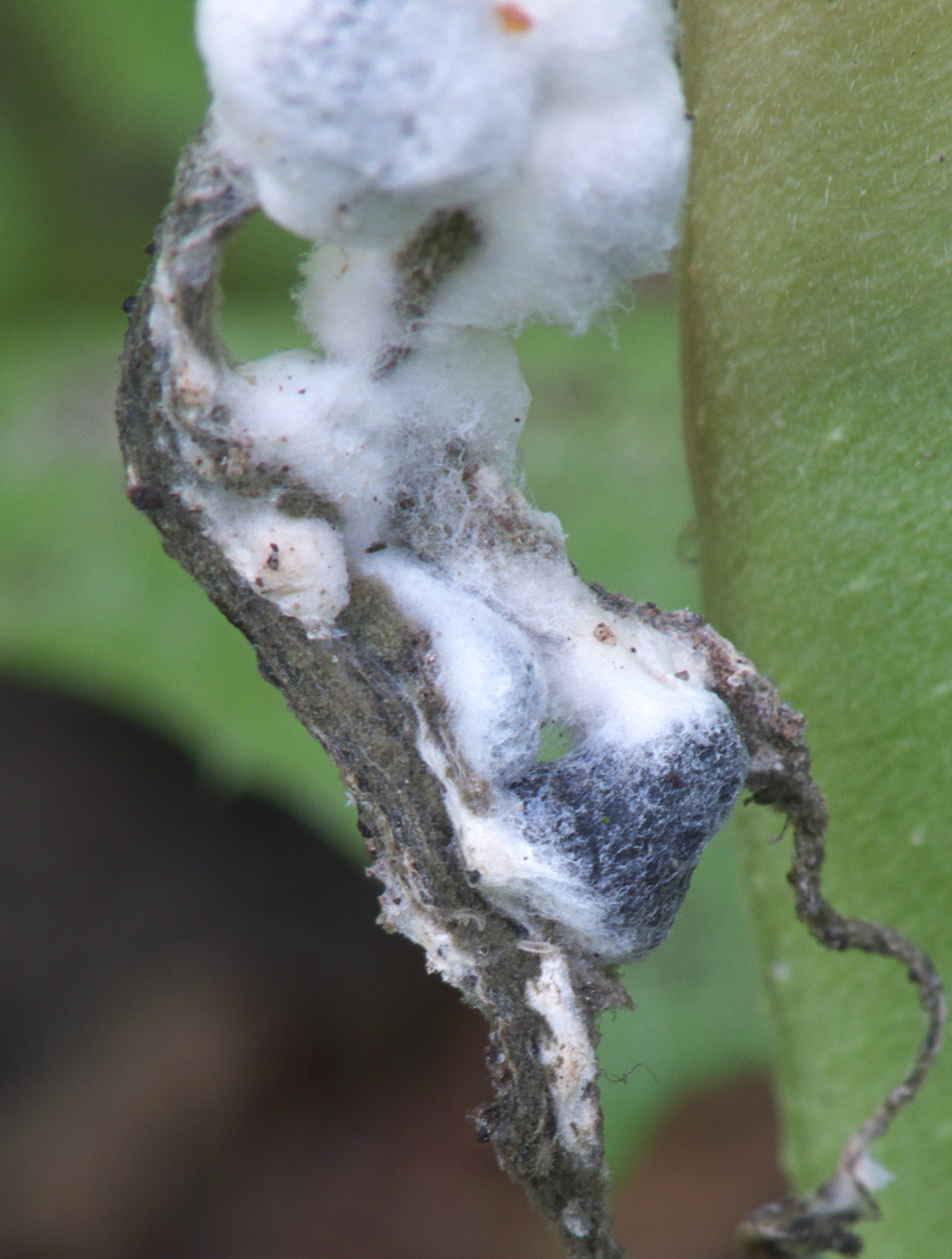